# Krudum
Der Krudum, auch Chrudim (838 m.ü.m) ist ein Berg im Kaiserwald (Slavkovský les) in Tschechien.

## Geographie
Der aus einem Nordgipfel (838 m), Westgipfel (831 m) und Ostgipfel (837 m) sowie dem nordwestlichen Vorberg Zelený močál (797 m) bestehende Berg befindet sich sechs Kilometer westlich von Horní Slavkov. Nördlich erhebt sich der Spálený vrch (744 m), im Nordosten der Kozí vrch (620 m), südöstlich der Svárov (710 m), Malý Špičák (824 m) und Špičák (828 m), im Süden der Komáří vrch (791 m) und Rozhledy (859 m), südwestlich der Stolec (784 m), im Westen der Lobezský vrch (805 m) und Zlatý vrch (777 m) sowie nordwestlich der Pařez (701 m). Auf dem Pass am nördlichen Fuße des Berges liegt die wüste Kirche St. Nikolaus unterm Krudum (Kostel sv. Mikuláše pod Krudumem).
Auf dem Westgipfel befindet sich der Franzosenstein, ein trigonometrischer Punkt. Der Ostgipfel trägt einen 50 m hohen Fernmeldeturm sowie den Schutthaufen der Dr.-Kempf-Warte. Der Berg ist mit Fichtenwald bestanden.
Umliegende Ortschaften sind Hrušková im Norden, Nadlesí und Třídomí im Nordosten, Horní Slavkov im Osten, Puškařov und Krásno im Südosten, die Wüstung Čistá und Podstrání im Süden, die Wüstung Milíře im Südwesten, Lobzy im Westen sowie Novina und Vítkov im Nordwesten.

## Geschichte
Über den Krudumpass führte im Mittelalter die Handelsstraße von Eger über Königsberg, Schlaggenwald, Petschau und Luditz nach Prag. Im 12. und 13. Jahrhundert erfolgte am Krudum intensiver Silberbergbau. Die an der Straße gelegene Kirche St. Nikolaus wurde 1253 erstmals erwähnt und bestand bis zum Beginn des 16. Jahrhunderts. Unterhalb des Berges wurden Goldseifen betrieben. Außerdem wurden nach Amethysten geschürft.

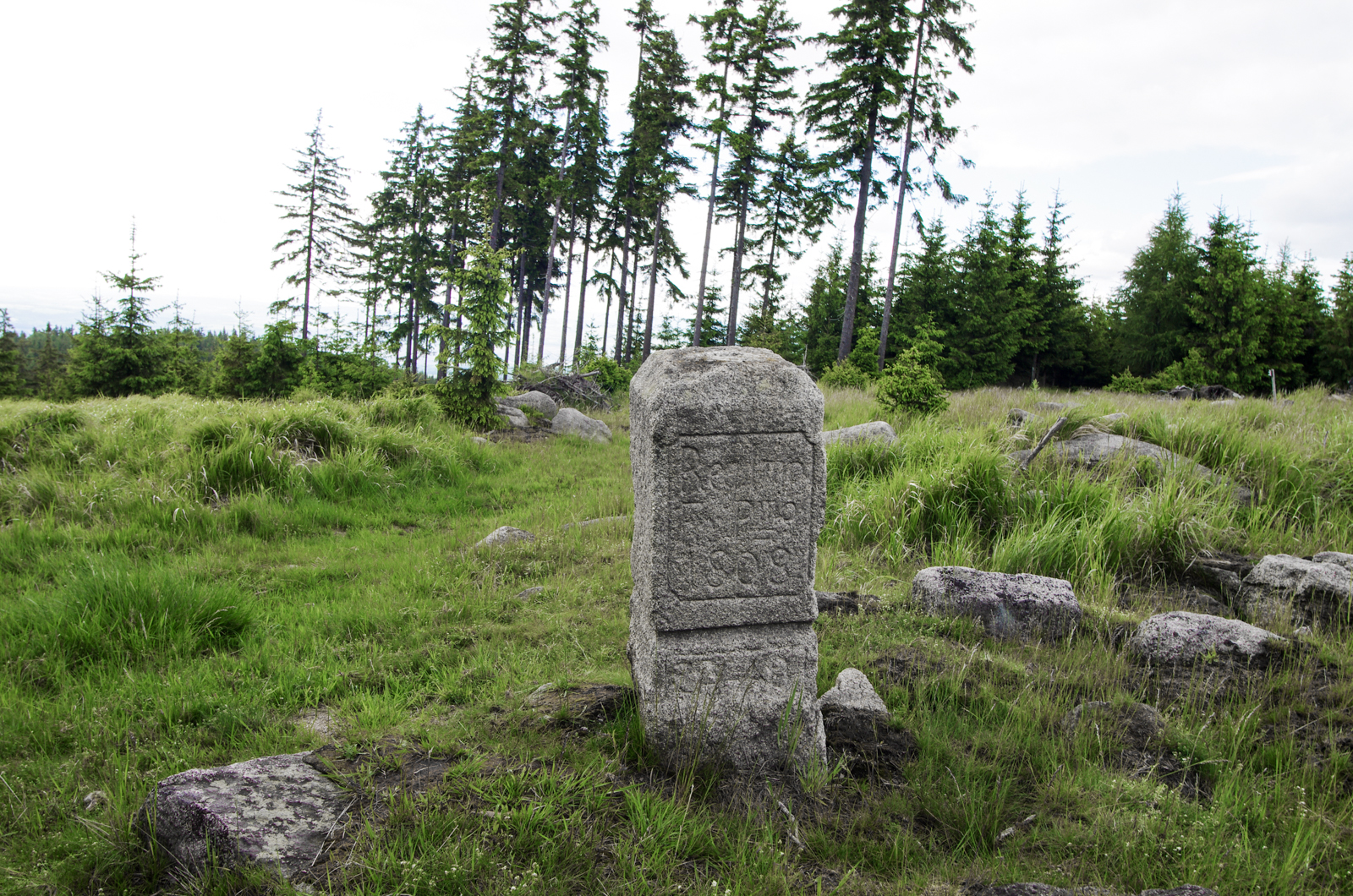
Franzosenstein

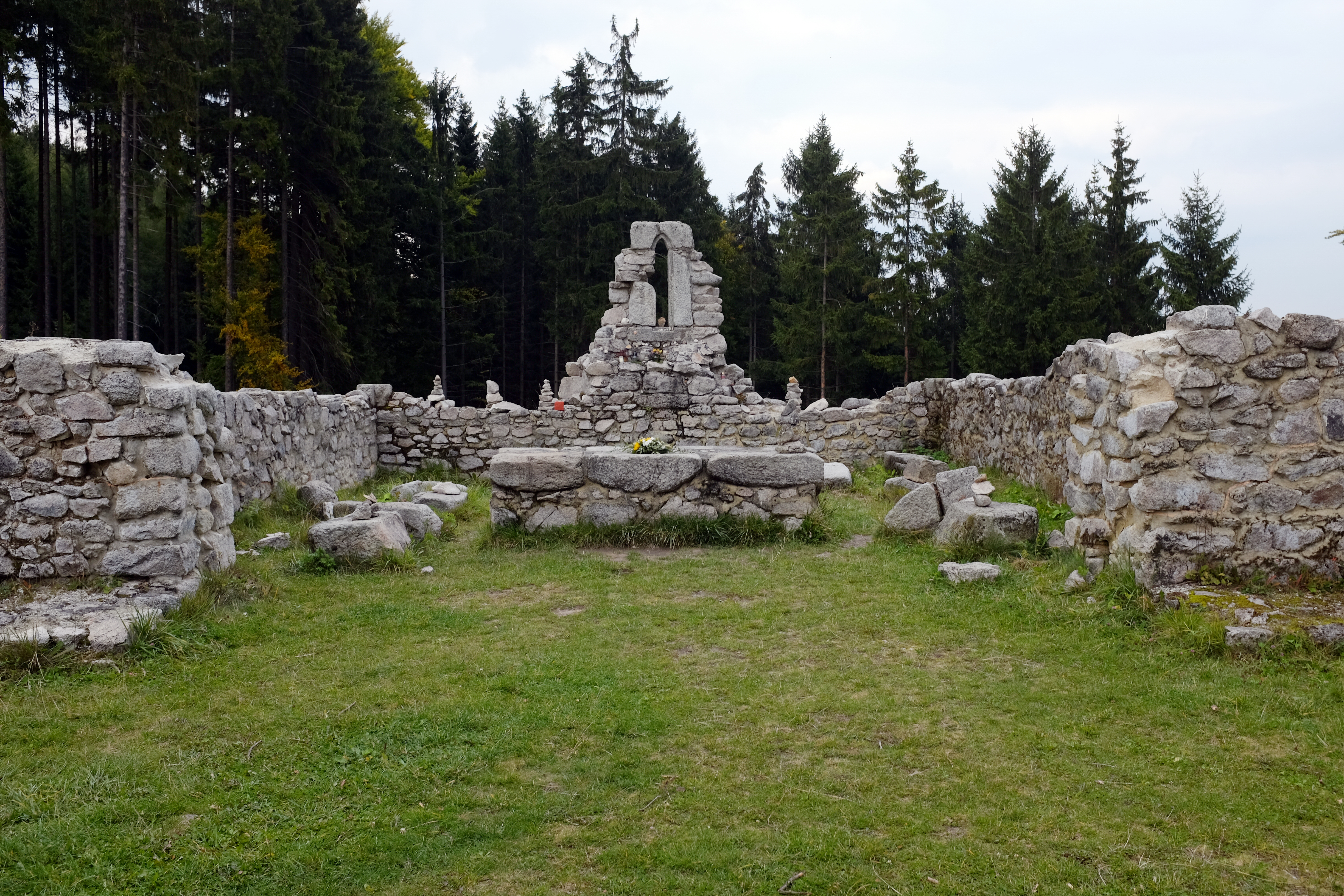
St. Nikolaus unterm Krudum

Im Zuge des Landesvermessung unter Kaiser Franz II. wurde 1808 auf dem Westgipfel ein trigonometrischer Punkt gesetzt. Der Stein trägt die Inschrift Reg Imp Fr pmo 1808 und wurde später volkstümlich zum Franzosenstein.
1931 ließ die Eghalanda Gmoi auf dem Ostgipfel einen 10 m hohen steinernen Aussichtsturm mit Zinnen errichten, der bei seiner Einweihung am 11. September 1932 zu Ehren des Wiener Mediziners Andreas Kempf (1865–1929), der in Dreihäuser (Třídomí) aufgewachsen war, den Namen Dr.-Kempf-Warte/Kempfova věž erhielt. Zur Finanzierung des Turmbaus hatte der Besitzer der Elbogener Porzellanmanufaktur, Anton Thun, 1931 eine Sammlung von Egerländischer Prosa Kempfs über den Krudum und die Gegend herausgegeben, aus deren Verkaufserlös der größte Teil des Baukosten gedeckt werden konnte. Nach dem Zweiten Weltkrieg verfiel der Kempfova věž und stürzte in den 1970er Jahren ein. Im Jahr 2001 gründete sich ein Verein zum Wiederaufbau des Turmes, der jedoch nie in Angriff genommen wurde.
In den 1980er und 1990er Jahren wurden bei Windbrüchen am nördlichen Fuße des Berges Mauerreste freigelegt. Die zwischen 2002 und 2006 angestellten archäologischen Grabungen konnten diese als die Reste der verschollenen St.-Nikolaus-Kirche identifizieren.

Im Jahr 2008 entstand neben dem Trümmerhaufen des Kempfova věž in einer Höhenlage von 836 m n.m. ein 50 m hoher Sendeturm, der neben der Radiokommunikation auch touristisch genutzt wird und in 30 m Höhe eine Aussichtsplattform hat.